# Estación Gobernador Garmendia
La Estación Gobernador Garmendia es una estación de ferrocarril de Gobernador Garmendia, Tucumán, Argentina. Forma parte del Ramal C8 del Ferrocarril Belgrano, que une Rosario de la Frontera con Las Cejas.

## Servicios
Fue inaugurada en 1909 y cerrada en 1993, junto al ramal C8 del Ferrocarril Belgrano. En 2018 comenzaron las obras para rehabilitar el transporte de cargas en este ramal, concluyendo en 2021 en esta estación. Actualmente no presta servicios de pasajeros, solamente transporte de cargas. Sus vías e instalaciones están a cargo de Trenes Argentinos Cargas.